# Нозаделла

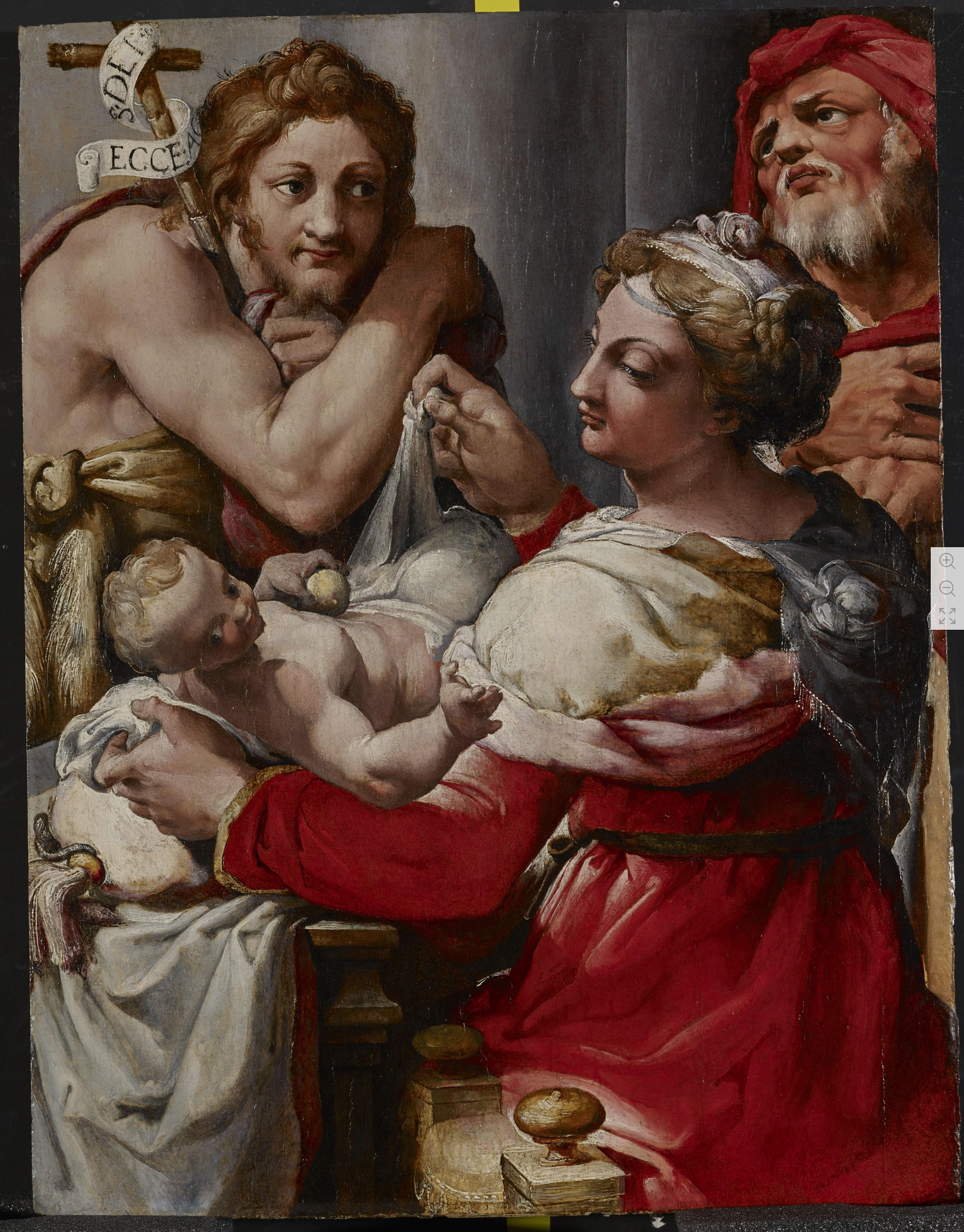
«Св. Сімейство з Іваном Хрестителем», 1550—1560, Музей мистецтв, Індіанаполіс

Нозаде́лла (італ. Nosadella), справжнє ім'я Джова́нні Франче́ско Бе́цці (італ. Giovanni Francesco Bezzi; прац. 1530—1571, Болонья) — італійський живописець.

## Худжожники за прізвиськами
Більшість художників Італії відома за прізвиськами. Не став виключенням і Джованні Франческо Бецці, що мешкав на вулиці Нозаделла у Болоньї. За назвою вулиці він і отримав власне прізвисько. Вулиця Нозаделла існує і в сучасній Болоньї.

## Ранні роки
Народився в місті Болоньї. Рік народження майстра залишається невідомим. За документами активно працював з 1530 року.
Навчався у уславленого  Пеллегріно Тібальді, який привніс у болонський живопис риси римського маньєризму. Ранні роботи художника написані в наслідуванні вчителя, хоча вони дещо грубуваті. Збережені якісь чутки, що Нозаделла відвідав Рим і знав твори римських представників маньєризму.

## Свідчення біографа Мальвазія
Карло Чезаре Мальвазія, італійський живописець та історик мистецтва, у своїй «Книзі про болонських художників» (1678) згадує Нозаделлу в першу чергу як майстра фрескового живопису, хоча жодна його фреска не збереглась. За новітніми дослідженнями фресок в болонському палаццо Поджи , де Нозаделла був помічником і співавтором Пеллегріно Тібальді, знайдені чотири сцени, стилістика котрих помітно відрізняється від робіт Пеллегріно. Можливо, це те небагате від творчого спадку Нозаделли, що помер десь у віці сорок років.

## Вівтарні картини Нозаделли
Лише дві живописні вівтарні роботи, виконані для болонських церков можуть бути з впевненістю приписані його пензлю: запрестольний образ у святилищі Санта-Марія-делла-Віта, написаний в наслідуванні стилю Андреа дель Сарто, і запрестольний образ в церкві Санта-Марія-Маджоре, завершений іншим художником після смерті майстра.
Нозаделла писав також станкові роботи на історичні та міфологічні сюжети, в яких естетика маньєризму знайшла своє найбільше втілення. Їх відрізняє яскрава кольорова палітра, витягнуті пропорції фігур, неприродність поз.

## Учні
Художник не працював один. Серед його учнів згадують про Бартоломео Чезі (1556-1629), що працював з Нозаделлою у молоді роки.

## Смерть
Помер художник у Болоньї в 1571 році.

## Малюнки Нозаделли

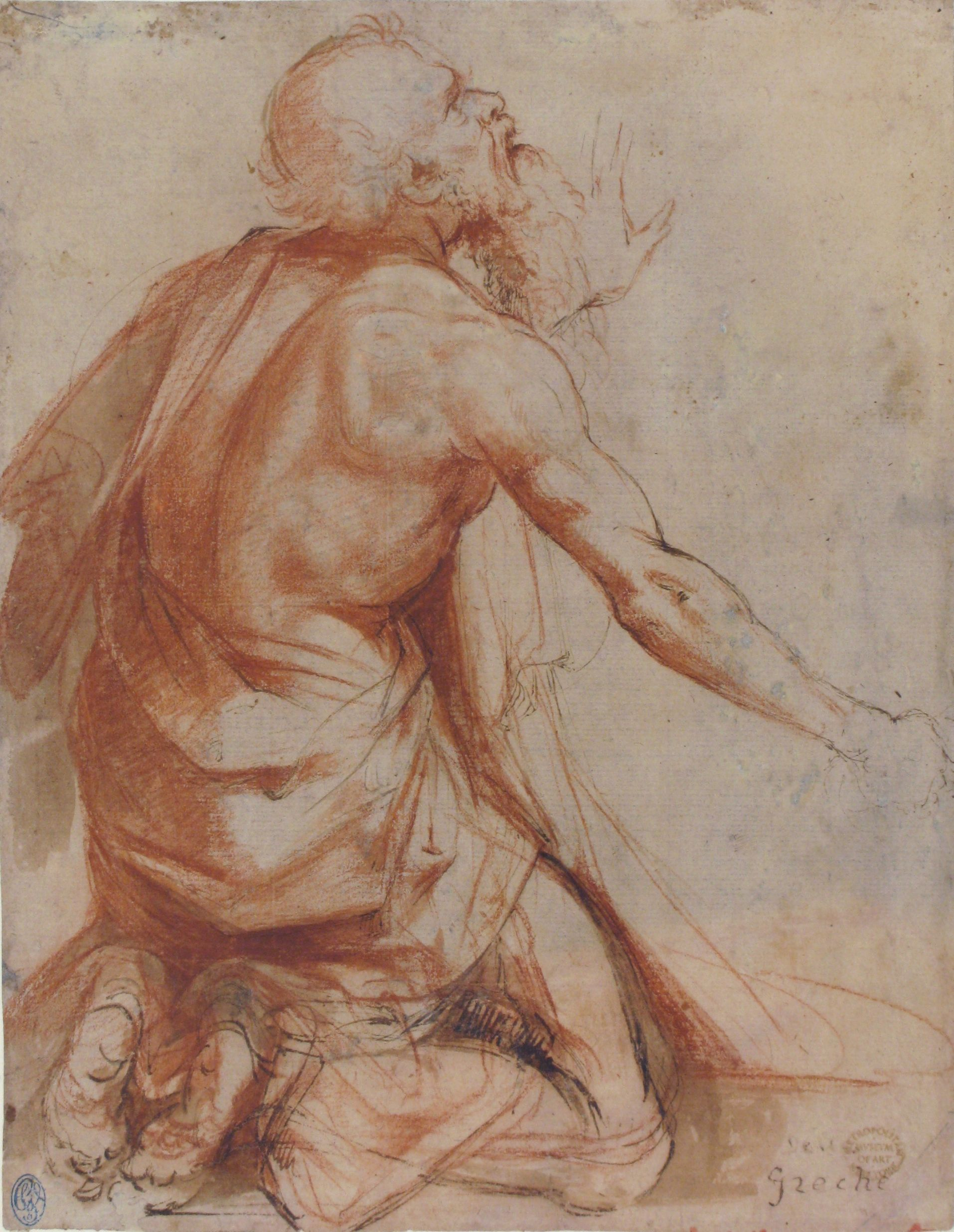
Нозаделла. Штудія чоловічої фігури зі спини, Музей мистецтва Метрополітен, Нью-Йорк.
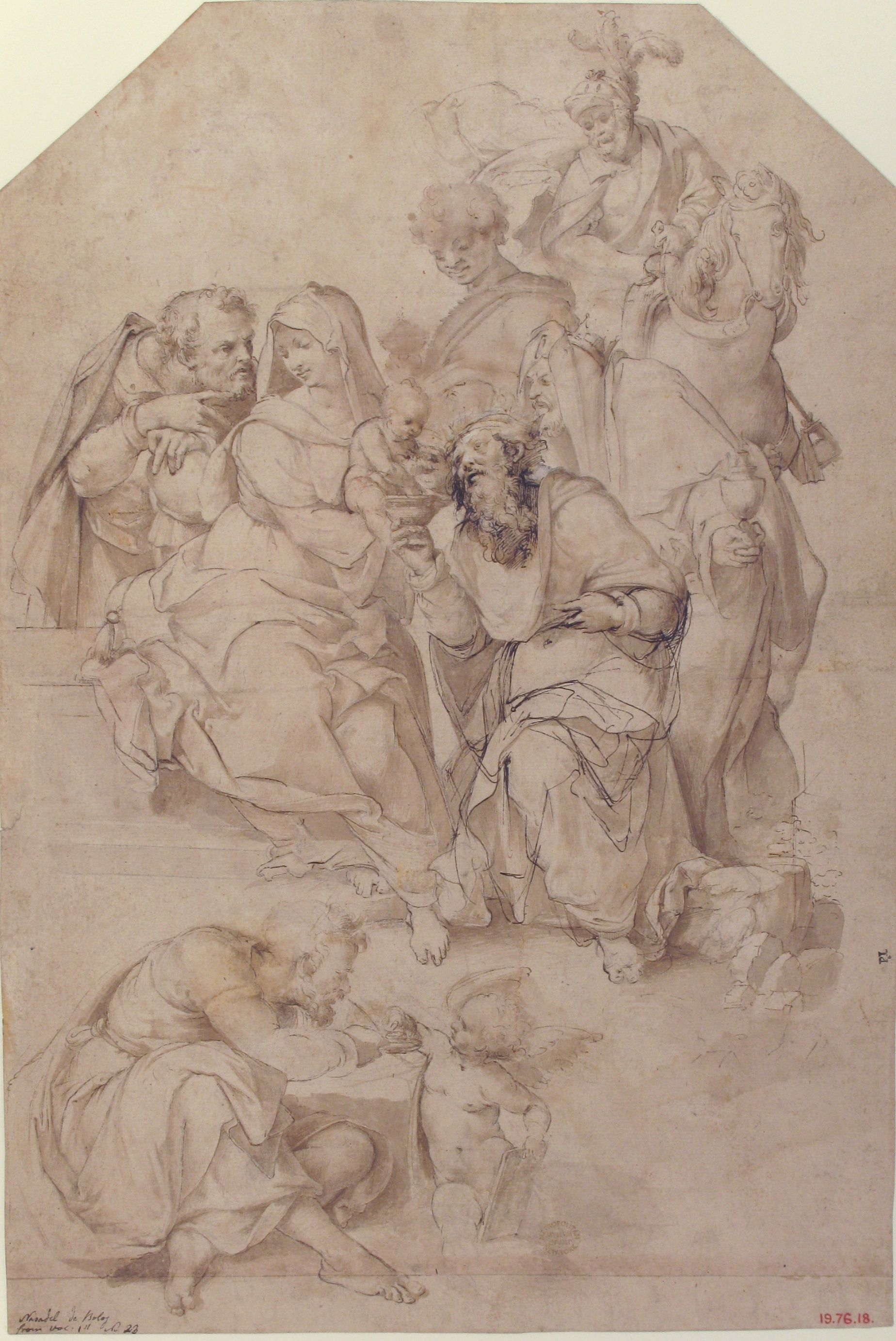
Нозаделла. Поклоніння немовляті Христу трьох королів. Музей мистецтва Метрополітен, Нью-Йорк.
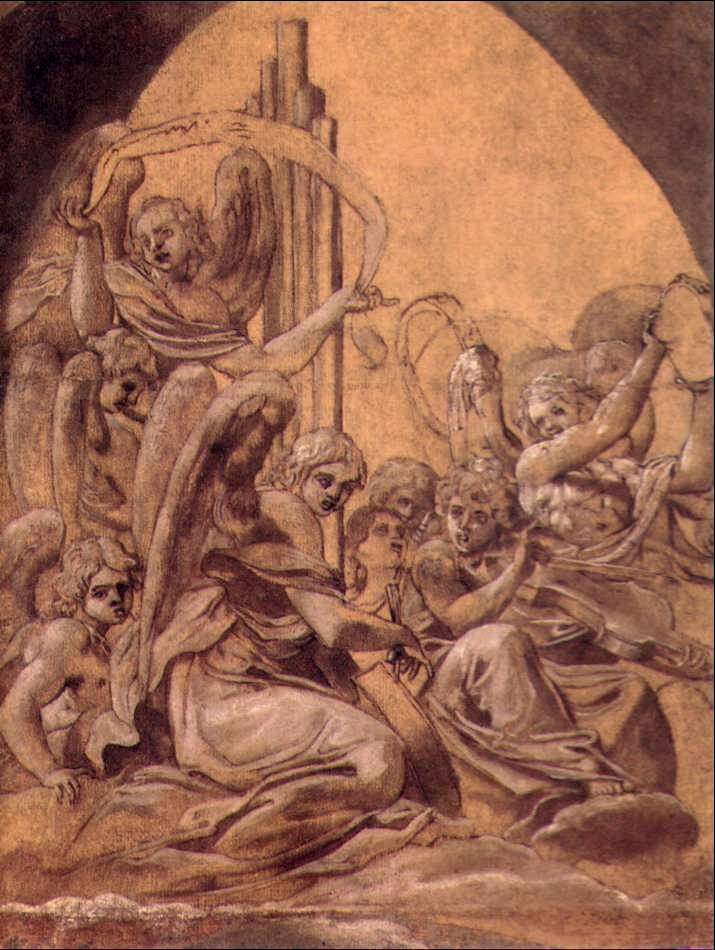
Нозаделла. Концерт янголів, Національна бібліотека Бразилії.

## Релігійний живопис Нозаделли

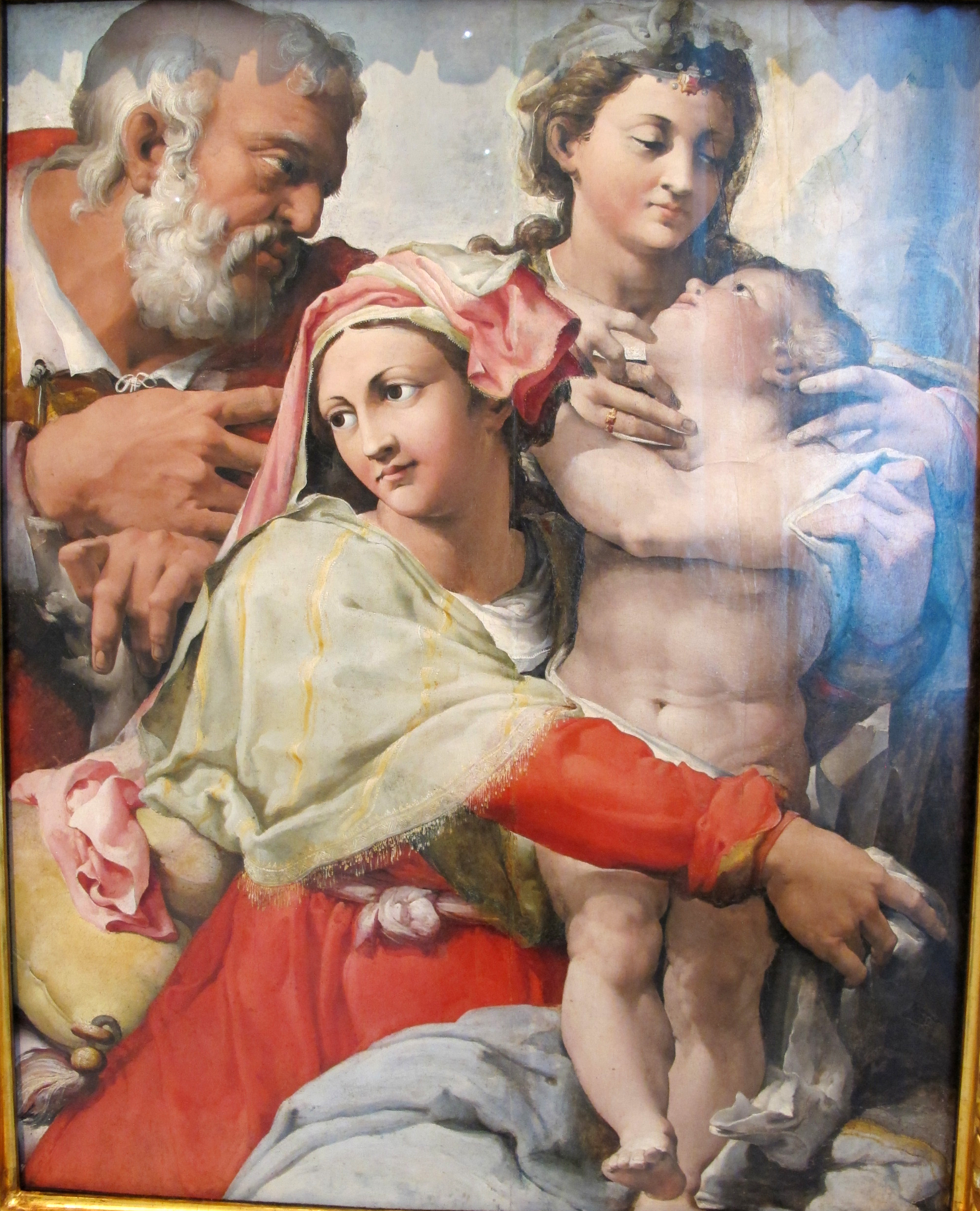
Нозаделла. Свята Родина з Катериною Александрійською. Національний музей мистецтв, Румунія